# Batalla de Dornach
La Batalla de Dornach del 22 de julio de 1499 fue la última confrontación militar entre la Liga de Suabia, al mando del conde Enrique de Fürstenberg, del Sundgau, y la Confederación Suiza durante la Guerra de Suabia. 
Las tropas de la Liga de Suabia, enviadas por el emperador Maximiliano I, avanzaban desde el Sundgau (Alsacia) hacia el castillo de Dorneck junto a Dornach, la primera fortificación en territorio suizo. También los confederados suizos se dirigían a dicho castillo para protegerlo del ataque inminente. El 21 de julio por la tarde, el ejército suabo alcanzó la región de Birseck, montando muchas piezas de artillería y rodeando la fortaleza. El jefe de los sitiados consiguió enviar a Liestal un mensajero, que cruzó las líneas enemigas sin que los centinelas lo advirtieran, con el encargo de que apremiara a los compatriotas a que acudieran sin demora en auxilio de los sitiados.
El 22 de julio por la mañana, los suabos empezaron a bombardear el castillo, mientras que el resto de los soldados permanecían en las tiendas de campaña. Desde el altiplano del Gempen, las tropas de Berna y Soleura pudieron contemplar el campamento del enemigo. Cuando llegó el contingente principal de Zúrich y Berna, todos juntos se aproximaron desapercibidamente a los suabos y les sorprendieron en su propio campamento, matando a muchos. Animados por la victoria inicial, los confederados avanzaron precipitadamente y se toparon con una guardia romanda que había acampado en Reinach, en la otra orilla del río Birs. La batalla duró muchas horas y los suizos tuvieron que replegarse hacia el castillo de Dorneck. Al anochecer bajaron del Gempen otros 1000 soldados de refuerzo de los cantones de Lucerna y Zug, obligando a retirarse a las tropas del emperador.
Los confederados suizos se apoderaron de un gran botín, muchos cañones, la caja del ejército y numerosos estandartes. Muchos nobles cayeron en el combate, entre ellos el comandante Fürstenberg. La noticia de la aplastante derrota en Dornach se difundió rápidamente por el sur de Alemania y en Alsacia. El 22 de septiembre de 1499, Maximiliano I de Habsburgo firmó la Paz de Basilea.